# Basket-ball à trois aux Jeux africains de 2023
Navigation
2019
Les compétitions de basket-ball à trois aux Jeux africains de 2023 ont lieu du 18 au 22 mars 2024 à Accra, au Ghana. 
La compétition est ouverte aux joueurs et joueuses des moins de 23 ans.

## Médaillés
| Épreuves            | Or                                                                                | Argent                                                                                  | Bronze |
| ------------------- | --------------------------------------------------------------------------------- | --------------------------------------------------------------------------------------- | --- |
| Tournoi masculin    | Algérie- Zayd Yahiaoui - Ryad Lefkir - Mehdi Bouhmama - Nael Guy Mohand Yahiatene | Ghana- Frederick Asante - Francis Dake - Henry Kpogo - Stephen Semey                    | Ouganda- Ian Duncan Lubwama - Joel Kayiira - Marvin Okurut - Peter Obleng                                                 |
| Tournoi féminin     | Mali- Awa Coulibaly - Kadidia Coulibaly - Bintou Dramé - Fatoumata Sanou          | Nigeria- Cynthia Gbihi - Isioma Onianwa - Donanu Regina Lawrence - Agatha Ternadoo Agba | République démocratique du Congo- Noémie Thérèse Ayenga - Grace Mputu Basiki - Gémima Mabwa Manzanza - Divine Pembe Iyomi |
| Concours de lancers | Habiba Hatem Ibrahim Mahmous Elgizawy (EGY)                                       | Abdoul Sami Ouattara (BUR)                                                              | Hannah Amoako (GHA) |
| Concours de dunks   | Soumaila Sissouma (MLI)                                                           | Zimé Nazif Mora Lafia (BEN)                                                             | Zayd Yahiaoui (ALG) |

## Tableau des médailles
- Pays organisateur (Ghana)

| Rang  | Nation                           | Or | Argent | Bronze | Total |
| ----- | -------------------------------- | -- | ------ | ------ | ----- |
| 1     | Mali                             | 2  | 0      | 0      | 2     |
| 2     | Algérie                          | 1  | 0      | 1      | 2     |
| 2     | Égypte                           | 1  | 0      | 0      | 1     |
| 4     | Ghana                            | 0  | 1      | 1      | 2     |
| 5     | Bénin                            | 0  | 1      | 0      | 1     |
| 5     | Burkina Faso                     | 0  | 1      | 0      | 1     |
| 5     | Nigeria                          | 0  | 1      | 0      | 1     |
| 8     | Ouganda                          | 0  | 0      | 1      | 1     |
| 8     | République démocratique du Congo | 0  | 0      | 1      | 1     |
| Total | Total                            | 4  | 4      | 4      | 12    |